# خرخره‌گیری

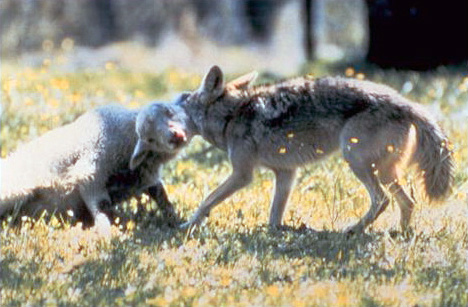
کایوت با گلوگیری نمادین روی گوسفندان اهلی

خرخره‌گیری یا گلوگیری یا گیره گلو (به انگلیسی: Throat clamp)، روشی برای از پای درآوردن است که اغلب در گربه‌ایان شکارچی و گهگاه سگ‌سانان و کفتارها دیده می‌شود. در این رفتار جانور شکارگر از آرواره خود برای گرفتن گلوی طعمه استفاده می‌کند و محکم می‌بندد تا نای شکار له شود یا مسدود شود و باعث خفگی شود. گربه‌ها از این روش برای کشتن طعمه استفاده می‌کنند، در حالی که سگ‌ها و کفتارها از این روش برای تضعیف طعمه پیش از خوردن آن، به‌طور کلی زنده استفاده می‌کنند. این روش بیشتر از پوزه‌گیری استفاده می‌شود و به‌طور کلی ایمن‌تر، و هرچند کندتر است. معمولاً زمانی مؤثرتر است که تا جایی که گوشتخوار می‌تواند به آرواره پایین نزدیک شود. بین حنجره و آرواره، نای با غضروف کمتر احاطه شده‌است و انعطاف‌پذیری بیشتری دارد، در حالی که پایین‌تر، نزدیک قفسه سینه، گذرگاه به‌طور فزاینده‌ای سخت‌تر می‌شود؛ بنابراین گلوگیری معمولاً در بالای گردن جانور قرار می‌گیرد.